# ヴィゲーンズ
Wigens（ヴィゲーンズ）は、スウェーデン・トラノースに本社を置く帽子のメーカー・ブランドである。
1906年にオスカール・ヴィーゲン(AB Oscar Wigen)により創業される。冬、凍えるように寒い北欧でヒツジの皮を使ってつくられた防寒帽を製造する。やがてこの防寒帽が北欧各国の王室で用いられるようになると、同社の評判が増すとともに、ハンチング帽・サファリ帽・キャスケットなどに製造範囲を広げてゆく。
やがて“帽子界のロールス・ロイス”との異名を取るようになり、その卓越された帽子づくりが評価されて、北欧から世界各国へ輸出されるようになる。
エストニアにある工場での生産が主であるが、普及価格帯の製品は中国にて生産されている。
世界各国での製品販売は代理店方式よる（他国の現地法人はない）。
日本では、兵庫県神戸市に本社を置く金剛商会が正規代理店として、国内販売をおこなっていたが、2017年より東京都中央区日本橋に本社を置く、株式会社東光により販売されている。